# Condado de Donley
O Condado de Donley é um dos 254 condados do estado norte-americano do Texas. A sede do condado é Clarendon, e sua maior cidade é Clarendon.
O condado possui uma área de 2 417 km² (dos quais 8 km² estão cobertos por água), uma população de 3 828 habitantes, e uma densidade populacional de 2 hab/km² (segundo o censo nacional de 2000).
O condado foi criado em 1876.